# 안드로이드-x86
안드로이드-x86(Android-x86)은 안드로이드를 인텔 32비트 CPU 계열로 포팅한 버전의 운영 체제이다. 이 프로젝트는 본래 안드로이드 소스에 대한 패치 형식으로 존재하였으나 지금은 별도로 분리되었다. 주요 목적은 아수스 Eee PC와 AMD의 브라조스 플랫폼을 사용한 태블릿 PC에 대한 완전한 지원을 갖추는 것이며 그 뒤 다른 노트북과 UMPC 계열과의 호환성을 높이는 것이다. 현재 프로젝트의 관리자는 황치웨이와 이순이다. 2019년 9월 기준으로 최신 버전은 안드로이드 10.0이다.

## 리믹스 OS
Jide Technologies는 일반 PC에 사용하도록 설계된 안드로이드 x86의 클로즈드 소스 파생판 리믹스 OS를 발표하였으며 안드로이드-x86의 주 개발자 황치웨이와 파트너십을 맺었다. 리믹스 OS의 최초 베타판은 2016년 3월 1일 공개되었다. 이 프로젝트는 2017년 7월 17일 중단되었다.

## 같이 보기
- 리눅스
- 블루스택
- 운영체제 목록